# 阿瑟鎮區 (北達科他州卡斯縣)
阿瑟鎮區（英語：Arthur Township）是位於美國北達科他州卡斯縣的一個鎮區。

## 地方資料
阿瑟鎮區的面積為89.45平方千米，皆為陸地。根據2020年美國人口普查的數據，當地共有人口65人，而人口密度為每平方千米0.73人。